# Johann August Richter

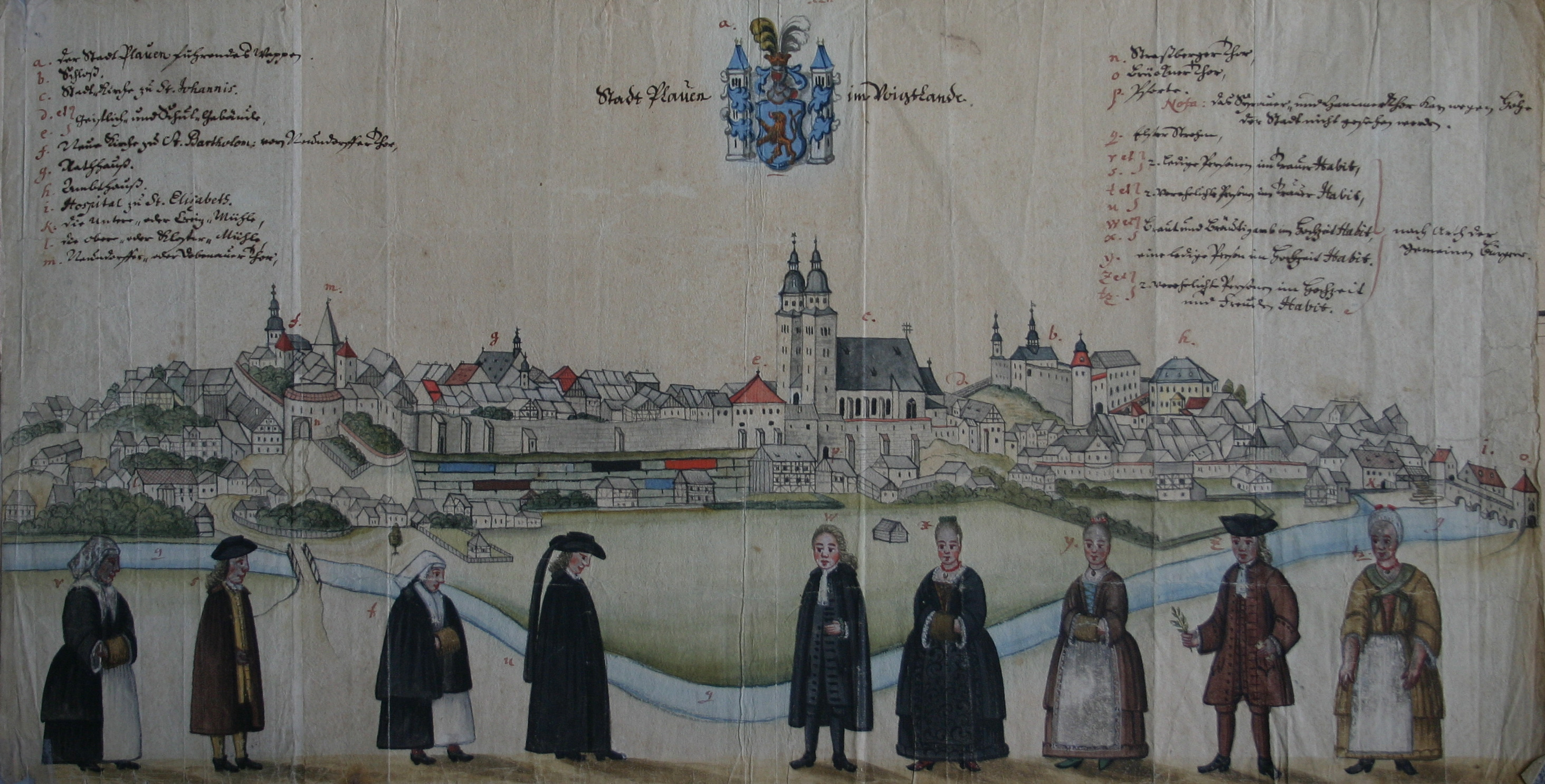
Ortsansicht mit Trachten der Bürger von Plauen

Johann August Richter (* um 1695; † nach 1743) aus Oschatz war ein deutscher Kartograph und Zeichner.

## Leben
Richter trat 1721 in die Dienste des Geographen und Land- und Grenzkommissars Adam Friedrich Zürner und war als Kondukteur mit ihm an der zweiten sächsischen Landesaufnahme bis 1743 beteiligt. 

## Werk
Neben zahlreichen Landkarten fertigte er, ab 1722 zusammen mit dem Kondukteur Christian Rosenlecher, Ortsansichten und Trachtenbilder für die Landesaufnahme des Kurfürstentums Sachsen.
Handkolorierte Kopien der Trachtenbilder nutzt heute das Institut für Sächsische Geschichte und Volkskunde (ISGV) der Technischen Universität Dresden.
Vereinzelt sind diese auch in regionalen Museen, wie in Plauen und Grimma, vorhanden.
Zahlreiche Stadtansichten befinden sich u. a. in der Stadtbibliothek von Leipzig.
Richters originales Skizzenbuch ist hingegen im Landesamt für Denkmalpflege Sachsen in Dresden archiviert.